# Prymas Hlond
Prymas Hlond – spektakl telewizyjny Teatru Telewizji z 2018 roku w reżyserii Pawła Woldana, opowiadający o emigracyjnych latach kard. Augusta Hlonda.

## Historia
Autor scenariusza zrealizował wcześniej dwa filmy dokumentalne  dla Telewizji Polskiej o kard. Auguście Hlondzie: August kardynał Hlond w 2003 oraz Prymas z Mysłowic w 2008. Obrazy te są próbą odkłamywania opinii o osobie prymasa Hlonda, która wytworzona został przez propagandę komunistyczną. W czasach PRL-u przedstawiano kard. Hlonda jako zdrajcę, który w chwili wojennych doświadczeń opuścił naród, udając się na emigrację. W rzeczywistości prymas został do wyjazdu zmuszony i nie pozwolono mu wrócić, gdy wyraził taką chęć, zarówno wobec papieża Piusa XII jak i władz niemieckich.

## Fabuła
Postać prymasa Hlonda została ukazana w okresie od zajęcia Polski przez Niemców we wrześniu 1939 aż do powrotu do ojczyzny w lipcu 1945 roku. Prymas przebywał m.in. w Rzymie, gdzie przemawiał w Radio Watykańskim, w Opactwie Hautecombe, w Lourdes, w klasztorze franciszkanów w Wiedenbrück.

## Obsada
W spektaklu wystąpili:
- Henryk Talar jako prymas August Hlond
- Andrzej Mastalerz jako ksiądz Antoni Baraniak
- Wojciech Wysocki jako papież Pius XII
- Radosław Pazura jako ambasador Kazimierz Papée
- Redbad Klynstra-Komarnicki jako pułkownik niemiecki
- Aleksander Mikołajczak jako biskup Georges Choquet
- Adam Bauman jako wojewoda poznański Ludwik Bociański
- Marcin Perchuć jako biskup polowy Józef Gawlina
- Wojciech Machnicki jako Józef Beck
- Jerzy Łapiński jako przeor opactwa Hautecombe
- Tadeusz Chudecki jako nuncjusz apostolski Filippo Cortesi
- Michał Lesień-Głowacki jako dziennikarz w Rzymie
- Mirosław Rzońca jako tajniak
- Marek Urbański jako komisarz policji
- Stanisław Brudny jako gwardian w Wiedenbrück
- Jacek Bursztynowicz jako wiceprezydent Siedlec
- Sebastian Cybulski jako żołnierz polski
- Jan Heba jako oficer niemiecki
- Sławomir Pacek jako żołnierz Armii Czerwonej
- Szymon Rząca jako żołnierz Armii Czerwonej
- Jerzy Łazewski jako mężczyzna z Polski w Lourdes
- Szymon Kuśmider jako mężczyzna z Polski w Lourdes

## Nagrody
Spektakl Pawła Woldana został nagrodzony w Niepokalanowie w 2019 podczas Międzynarodowego Festiwalu Filmów Katolickich i Multimediów, otrzymując I nagrodę w kategorii film fabularny.